# Hiram (Georgia)
Hiram è una città degli Stati Uniti d'America, situata in Georgia, nella Contea di Paulding.